# Antonín Fink
Antonín Fink (5. října 1830 Opočno u Loun – 9. srpna 1883 Praha) byl český právník a politik, na přelomu 60. a 70. let 19. století poslanec Českého zemského sněmu.

## Biografie
Profesí byl advokát. Vydával časopis Právník. Roku 1862 založil s Karlem Sladkovským časopis Hlas, který se o tři roky později sloučil s Národními listy.
V 60. letech 19. století se zapojil i do zemské politiky. V zemských volbách v Čechách v lednu 1867 byl jako český kandidát (Národní strana) zvolen do Českého zemského sněmu v kurii venkovských obcí (volební obvod Votice – Sedlčany). Mandát obhájil za týž obvod i v krátce poté konaných zemských volbách v březnu 1867.
V srpnu 1868 patřil mezi 81 signatářů státoprávní deklarace českých poslanců, v níž česká politická reprezentace odmítla centralistické směřování státu a hájila české státní právo. Uspěl i v zemských volbách v roce 1870 a volbách roku 1872. V doplňovacích volbách v říjnu 1873 již ovšem v tomto obvodu místo něj byl zvolen František Macháček.
V době ekonomického rozvoje Rakouska-Uherska (takzvané gründerské období) investoval značné jmění do akcií, ale po krachu o ně přišel. Vedl pak vleklý spor s jednou železniční firmou, která mu údajně zadržovala výplatu peněz. Upadl potom do těžké sociální situace. Zemřel v srpnu 1883 a byl pohřben na Olšanských hřbitovech.